# Numeri
Numeri (Latijn: "getallen", naar de Griekse benaming in de Septuagint: Ἀριθμοί, arithmoi, "tellingen") is het vierde boek van de Hebreeuwse Bijbel. In het Hebreeuws wordt het boek במדבר, bəmidbar, "in de wildernis" genoemd, naar het eerste woord van het boek. Het behandelt de gebeurtenissen van de Israëlieten gedurende hun verblijf van 40 jaar in de woestijn, na de uittocht uit Egypte.

## Auteurschap
Orthodoxe Joden en christenen beschouwen Mozes als voornaamste of enige auteur. Binnen de documentaire hypothese wordt Numeri gezien als onderdeel van de priestercodex, met elementen van de Jahwist en Elohist.

## Inhoud
Het boek vormt een voortzetting van het boek Exodus, na de onderbreking van de wetgeving in het boek Leviticus. De periode van het boek Numeri beslaat de tijdspanne tussen de eerste dag van de tweede maand van het 2e jaar na de uittocht, tot de 11e maand van het 40e jaar.
1. De telling van het Hebreeuwse volk bij de berg Sinaï en de voorbereidingen voor hun verdere reis. De telling gebeurt per stam (hoofdstuk 1–4).
2. Enkele wetten (hoofdstuk 5, 15, 27–30, 33).
3. De wet op het Nazireeërschap en de priesterwijding (hoofdstuk 6).
4. Een beschrijving van de plichten van de Levieten, en hygiënevoorschriften voor het kamp (hoofdstuk 7–9, 18–19).
5. Een verslag van de reis van Sinaï naar Moab: Signalen voor het opbreken van het kamp, de reis naar Kadesh Barnea, gemopper op/rebellie tegen Mozes, gebrek aan vlees (kwakkels) (hoofdstuk 10–12).
6. Verkenningstocht van de 12 verkenners, hun verslag, de reactie van het volk ("wij willen er niet heen"), en de straf van God: alle mensen ouder dan 20 jaar zullen er niet komen (hoofdstuk 13–14).
7. Gemopper en rebellie (hoofdstuk 16–17).
8. Ontmoeting met Edom, dood van Aäron (hoofdstuk 20).
9. Verovering van het land van de Amorieten (hoofdstuk 21).
10. Handelingen in de vlakte van Moab voor zij door de Jordaan trekken (hoofdstuk 21).
11. Confrontatie met Moab, zegening door Bileam, dodelijke plaag (hoofdstuk 22–25).
12. Tweede telling van het volk (hoofdstuk 26).
13. Jozua aangewezen als opvolger van Mozes, instructies over offers, festivals en geloften (hoofdstuk 27–30).
14. Oorlog tegen de Midjanieten (hoofdstuk 31).
15. Verdeling van oost-Jordaanoever onder twee en een halve stam: Ruben, Gad en de halve stam Manasse (hoofdstuk 32).
16. Opdracht om de Kanaänieten te verdrijven. Grenzen van het land. Levitische steden en vrijsteden (hoofdstuk 34–35).

## Evaluatie
De genoemde aantallen zijn aan discussie onderhevig. Het aantal mensen dat in Genesis bij Jozef in Egypte komt, bedraagt zeventig. Volgens de eerste telling in Numeri bedraagt het aantal ruim 600.000 mannen van 20 jaar en ouder. Uitgaande van normale gezinnen en leeftijdsverdeling komt dit al snel op drie miljoen mensen. In een periode van 400 jaar, met 25 jaar als leeftijd van een generatie, komen 12 gezinnen in 16 generaties bij een gemiddelde gezinsgrootte van 4,2 kinderen uit op 3,6 miljoen mensen.
Maar uitgaande van een periode van 120 jaar voor het verblijf in Egypte, wordt enkele miljoenen mensen een problematische zaak.
Nu worden in het Hebreeuws de woorden "Eleph" ('lp) en "Alluph" gebruikt. Eleph betekent 1000, maar ook familie of militaire eenheid. Alluph is een familiehoofd, een aanvoerder van 1000, of een beroepssoldaat.
De aantallen voor Simeon werden genoteerd als :
| 57 gewapenden:                     | 57 eleph             |
| 23 honderden (militaire eenheden): | 2 eleph, 3 honderden |

In het ene geval betekent Eleph dus beroepssoldaat, in het andere : duizendtal. Totaal zou Simeon hiermee op ruim 2300 uitkomen.
Ook de uitdrukking "het Boek van de oorlogen van de HEER" in 21:14 heeft discussie gegeven.